# 静内ダム
静内ダム（しずないダム）は、北海道日高郡新ひだか町、二級河川・静内川本流上流部に建設されたダムである。
北海道電力が管理する発電用ダムで、高さ66メートルの重力式コンクリートダム。日高地域の河川群を利用した大規模電力開発計画である日高電源一貫開発計画に基づき、静内川に1966年（昭和41年）建設された発電用ダム群の一つ。出力4万6,000キロワットの水力発電を行うほか、1983年（昭和58年）上流に完成した揚水発電所・高見発電所の下部調整池としても利用されている。ダムによって形成された人造湖は静内調整池（しずないちょうせいち）と呼ばれている。

## 地理
詳細は高見ダム#地理の項目を参照
静内川は日高山脈を形成するペテガリ岳付近を水源として西南西方向へ流路を取り、新ひだか町中心部を経て太平洋に注ぐ流路延長69.9キロメートル、流域面積683.4平方キロメートルの河川である。語源はアイヌ語で「大祖母の沢」という意を持つ「シ・フッチ・ナイ」から来ていると考えられている。1950年（昭和25年）までは染退川（しべちゃりがわ）と呼ばれていた。ダム名は河川名および地名である「静内」より採られたが、静内川本流に最初に建設されたことから、河川名を採って命名されている。
静内川本流には静内ダムのほか高見ダムと双川ダムが建設されているが、静内ダムは高見ダムと双川ダムの中間に位置し、三つのダムは連続して人造湖を形成している。

## 沿革
1951年（昭和26年）の電気事業再編成令によって誕生した北海道電力は、資金調達の面から十勝川水系の広域電力開発計画・十勝糠平系電源一貫開発計画を1952年（昭和27年）に発足した電源開発に委ねざるを得なかった。当時の日本は戦中の電力設備破壊などで極端な電力不足に陥っており、早急な電力開発が官民一体で求められ只見特定地域総合開発計画などの大規模電力開発が各地で行われていた。北海道でも例外ではなく、北海道総合開発計画の下日本の生産基地として北海道全土を開発する機運が高まっており、それを円滑に遂行するための電力供給は喫緊の課題であった。
北海道電力は北海道の開発促進と自社の経営基盤を強化するために十勝糠平に代わる広域電力開発拠点を模索し、降水量が年間2,000ミリを超え険阻な峡谷を各所で形成する日高山脈が、水力発電を行う絶好の地点であるとして白羽の矢を立てた。それまで日高山脈は地質面や測量未発達による地形不明確などの理由から開発の手が伸びていなかった地であったが、ここを開発することで総出力67万キロワットという莫大な電力を北海道一円に供給させることが可能になる。北海道電力は社運を賭けた一大プロジェクトとして静内川をはじめ新冠川（にいかっぷがわ）、沙流川、鵡川の四水系をトンネルによって相互に水運用し、効率的な発電を行う大規模な発電計画・日高電源一貫開発計画を1952年より計画、1956年（昭和31年）より着手した。
沙流川の岩知志ダム・岩知志発電所の建設に始まり鵡川、新冠川の順で開発が進められ、沙流川水系と鵡川水系、新冠川水系は長大な導水トンネルによって結ばれた。導水トンネルの水を静内川水系に導いて効率的な発電を行う方針が既に計画で定まっており、トンネルの終点に比較的規模の大きい水力発電所が建設されることになった。その発電所が静内発電所であり、トンネルで導水した水と静内川本流の水を貯水し静内発電所へ送水するためのダムとして計画されたのが、静内ダムである。

## 補償
静内ダムを建設するに先立ち、ダム群を建設するための基本情報となる地質、地形、水量、気候などを調査するため1953年（昭和28年）7月、静内調査所が当時の静内郡静内町に設置された。当時調査のために使用された地図は1920年（大正9年）に地理調査所が作成したものであり、必ずしも正確なものではなかった。そのため実地踏査による測量が実施されたが、日高山脈を流れる河川の上流部は急流と険阻な峡谷によって人跡未踏の地であった。北海道電力は静内調査所の調査員を10名任命したが、所長の38歳を最年長に多くは20代の屈強な若者を選んでいる。道なき道を踏み越え急流を渡河し、ヒグマの襲来という危険を冒しながら調査は行われ、基礎資料は収集されていった。
この間ダム事業は当時の静内町長である貝田信二が強力に推進しており、北海道電力の調査にも協力し便宜を図っていた。ところが水力発電所から放流される水が低温であることは既に知られており、低水温による農作物への影響を懸念した静内町の土地改良区が水温低下防止対策の履行を北海道電力に求め、その確約がない限りはダム・発電所建設に応じないという姿勢を取った。北海道電力は貝田町長および静内町議会電源開発特別委員会の斡旋の下で土地改良区との協議を行い、1960年（昭和35年）7月に3項目からなる協定書に調印し交渉は妥結した。この際土地改良区では協定書の賛否について3時間にわたる議論が展開されていた。その後も土地改良区は静内川の電源開発事業には基本的に慎重姿勢を貫き、町長選において土地改良区理事長であった服部吟二郎が現職の貝田町長を破り当選。ダム・発電所建設を巡り北海道電力との交渉が繰り返されたが最終的には服部町長がダム・発電所建設に同意し、建設がスタートする。
ダム・発電所の完成後も土地改良区は独自に低水温による農作物への影響を調査し、影響はあるとの結果を北海道電力に主張しさらなる改善を要求。ダム完成後の流量変化に伴う取水困難に対する補償も求めた。当時北海道電力は静内発電所の増設工事を進めており、土地改良区の同意を取り付けるために静内川中流にある田原頭首工の改築と豊畑頭首工の新設を行った。こうして静内ダム・発電所については河水を灌漑に利用する土地改良区との交渉が長年続けられたが、低水温補償については一時補償交渉が決裂。全面解決は治水目的を持つ多目的ダム・高見ダムの建設が本格的に始まる1978年（昭和53年）を待たねばならなかった。
水没地補償については人家が存在しなかったことから水没住民への補償は無かったが、ダム左岸部にある民有地の補償交渉が難航している。肝心のダム本体および発電所工事については難工事の多かった日高電源一貫開発計画の諸事業の中では比較的順調に進行し、1966年に完成を見た。ただ測量中に作業員が静内川へ転落死した事故については当時の責任者が労働基準法第45条違反として書類送検された。その後札幌地方検察庁より不起訴処分となったが、これには静内町と浦河町の両町長が処分軽減のために奔走したというエピソードが残されている。

## 静内発電所

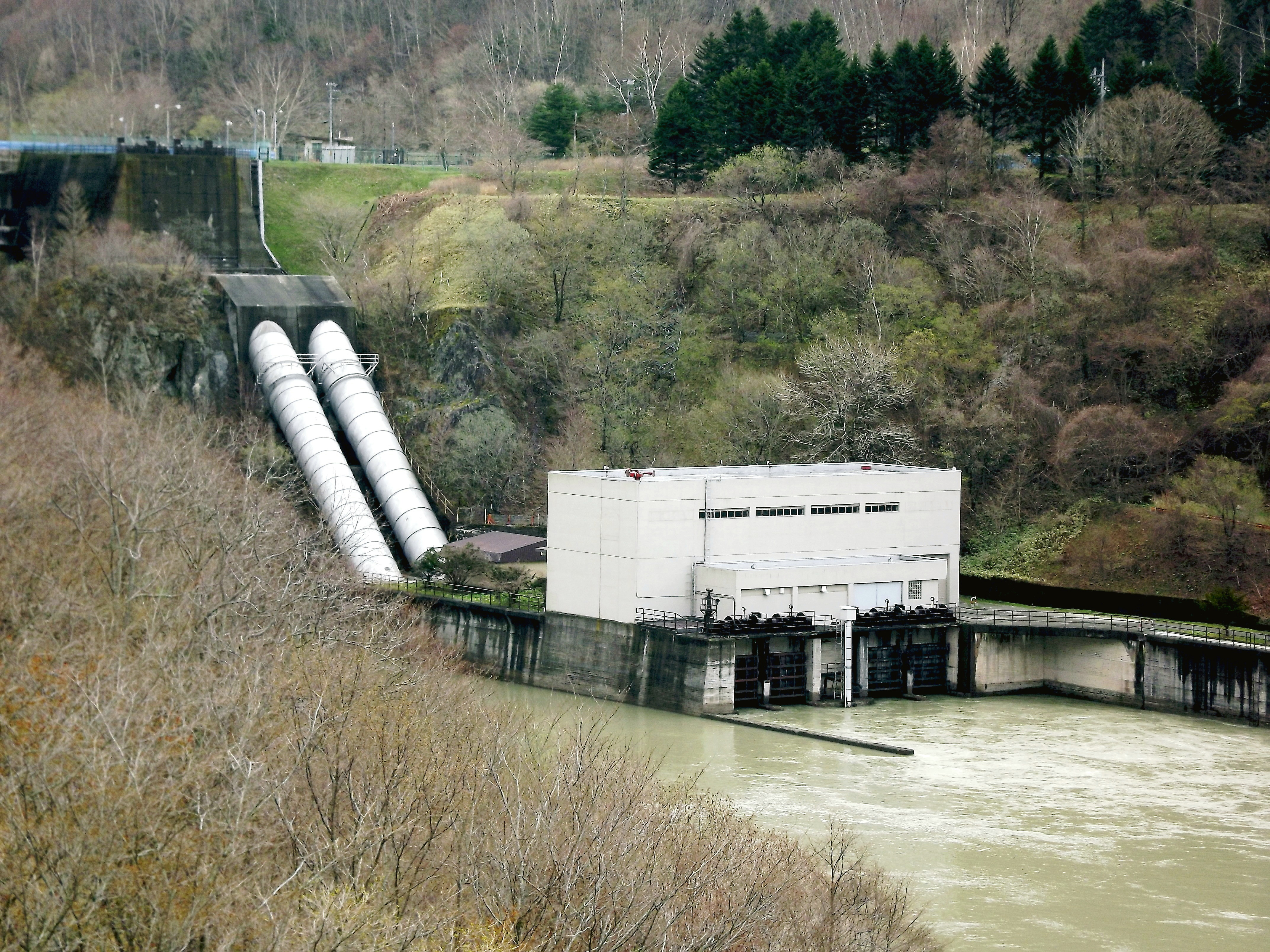
ダム直下左岸にある静内発電所

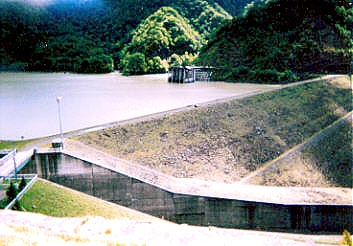
高見ダム。高見発電所の上部調整池。静内ダムとの間で揚水発電を行う。

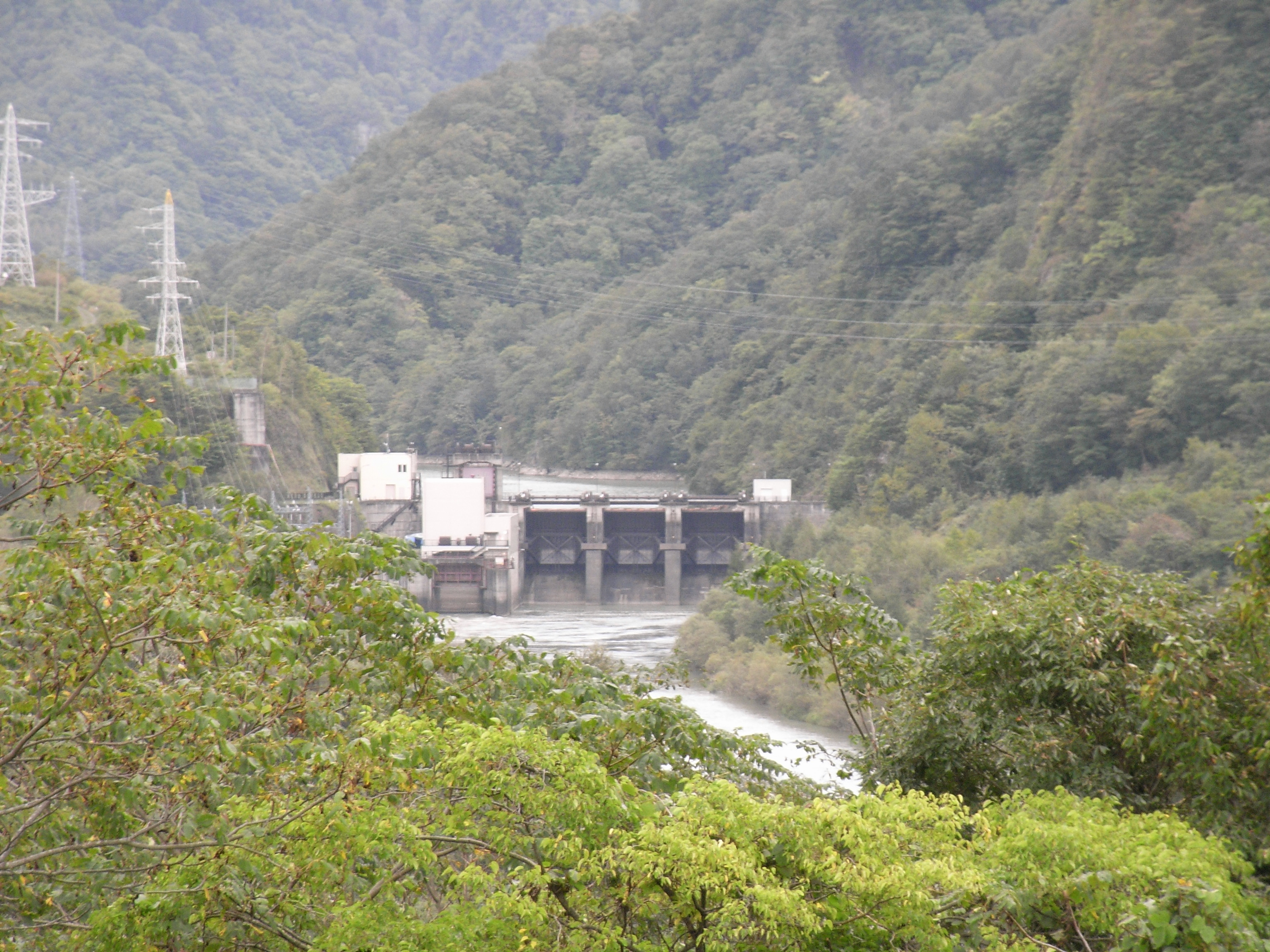
双川ダム。静内発電所の逆調整池。

静内発電所は、静内ダム左岸直下に建設されたダム式発電所である。発電所で使用されるダムの水は静内川本流と支流の春別川のほか沙流川水系・新冠川水系の水も利用される。すなわち沙流川支流のパンケヌシ川や額平（ぬかびら）川などから取水された水がトンネルを通じて新冠川最上流部に建設された奥新冠発電所に集まり、放流後下流にある下新冠ダムより再度取水されて静内川支流の春別川へトンネルで導水。さらに春別川の春別ダムで放流された水を再び取水してトンネルで導水し、ダム湖である静内調整池に導く。豊富な河水を余さず利用して効率的な発電を行うのが目的である。
発電所は1966年11月にまず1号機の2万3,500キロワットが運転を開始。その後本計画の中核事業の一つである新冠ダム（新冠川）が1974年（昭和49年）に完成して新冠川の流量が安定した後、2号機の増設に1978年1月より着手。1979年（昭和54年）7月27日に運転開始へと漕ぎ着け現在の出力である4万6,000キロワットとなっている。この間静内ダム下流には静内発電所から放流した水が下流に影響を及ぼさないようにするため、貯水を行うことで静内川の流量を安定化させることを目的とした逆調整池である双川ダムが1977年（昭和52年）より着工されており、静内発電所2号機増設完了の同年に完成している。
そして、静内ダムの上流には北海道が静内川の治水を目的に事業参入し、「静内川総合開発事業」として拡充された本計画の中核事業である高見ダムと高見発電所が1974年より着手された。高見発電所は揚水発電として計画されていたため、直下流にある静内ダムを下部調整池として電力需要が急激に高まるピーク時に対応できる発電を目的としている。高見ダム・発電所は1983年（昭和58年）に完成し、最大20万キロワットの電力を生み出している。静内ダムは静内・高見両発電所に関わっており、日高電源一貫開発計画の中で重要な役割を担っている。

## 周辺
静内ダム周辺は原生林に囲まれ、静かな雰囲気である。付近にはキャンプ場も設けられていた。（2006年（平成18年）閉鎖）また毎年夏には「森と湖に親しむ旬間」事業の一環として静内・双川両ダムは地元の新ひだか町の小中学生による社会科見学の会場となっている。これは河川・ダム行政を管掌する建設省（国土交通省）が1987年（昭和62年）より創設した事業で、ダム建設によって損害を被る水源地の活性化を目的に日本全国各地のダムで催している。道内では空知郡南富良野町にある金山ダム（空知川）が特に知られ、年間約73万人の観光客を集める観光地にまで成長した。
静内ダムへは国道235号より新ひだか町中心部で北海道道71号平取静内線に入り、直進して北海道道111号静内中札内線を北上すると到着する。公共交通機関ではJR日高本線・静内駅が最寄であるが、ダム方面へのアクセスはタクシーしかない。途中に双川ダムがあり、さらに車で10分程度進むと静内ダムに到着する。ダムまでの道は片側一車線の整備された道路であり、初心者でも運転し易い。ダム本体にも立ち入ることが可能である。静内ダムより先には高見ダムがあるが、静内ダムゲートから先は通行止めとなっている。